# Margaret Garner

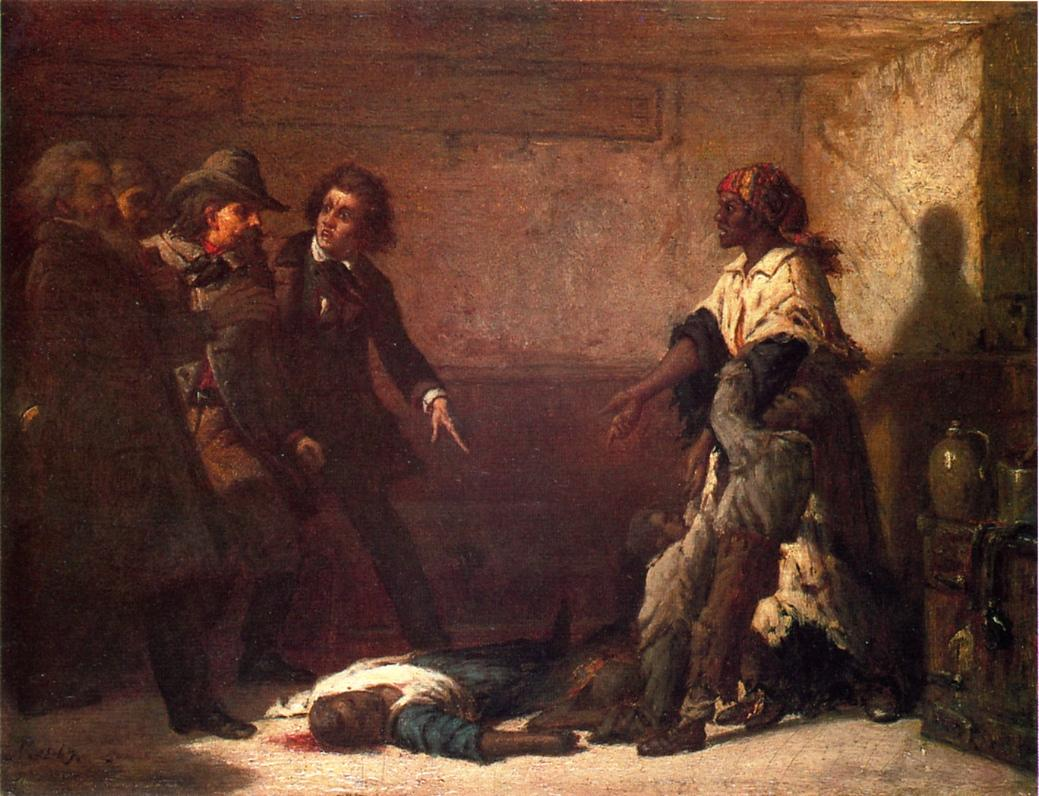
Das Gemälde Margaret Garner oder Die moderne Medea von Thomas Satterwhite Noble, das Margaret Garners Geschichte aufgriff

Margaret Garner (* um 1834 in den Vereinigten Staaten von Amerika; † um 1858) war eine afroamerikanische Sklavin. Sie tötete 1856 ihre zweijährige Tochter, als sie den Häschern gegenüberstand, die sie zurück in die Sklaverei bringen wollten. Ihr Fall fand starke Beachtung in der Öffentlichkeit und wurde heftig diskutiert, lieferte er doch Gegnern wie Befürwortern der Sklaverei Argumente (Sklaverei führe zu unmenschlichen Verhaltensweisen wie Mord am eigenen Kind, bzw. auf der Gegenseite: Afroamerikaner müssten vor ihrer eigenen unmenschlichen Natur bewahrt werden, die sie nicht einmal vor Mord am eigenen Kind zurückschrecken lasse). Er bildet die Vorlage für den Kindesmord in dem Buch Beloved (dt.: Menschenkind) von Toni Morrison, die auch das Libretto zu der 2005 uraufgeführten Oper Margaret Garner mit Musik von Richard Danielpour verfasste.

## Leben
Margaret Garner gehörte mit ihrem Mann Robert, dessen Eltern und ihren vier Kindern zu einer Gruppe von afroamerikanischen Sklaven, die im Januar 1856 über den Ohio River aus dem Sklavenhalter-Staat Kentucky in den Staat Ohio flüchteten. Die Gruppe brach an einem Sonntag auf. Für das erste Stück des Weges benutzten sie Schlitten und Pferde eines der Eigentümer, den vereisten Fluss überquerten sie zu Fuß. Als sie den Ort Wester Row jenseits der Staatsgrenze erreichten, war es Montagmorgen und sie beschlossen, sich aufzuteilen, um nicht zu sehr aufzufallen. Die neun anderen Flüchtlinge erreichten mit Hilfe der Underground Railroad später Kanada.
Garners Familie suchte nach einem Herrn Kite (sein Vorname ist nicht überliefert), der vor Jahren von seinem Vater freigekauft worden war. Sie mussten mehrmals nach dem Weg fragen, wodurch sie Passanten auf sich aufmerksam machten. Nach ihrer Ankunft verließ Kite sie bald, um bei einem Freund Rat einzuholen, und fand bei seiner Rückkehr die Hütte schon von Leuten der Sklavenhalter und des örtlichen Sheriffs umstellt. Robert Garner schoss einem von ihnen in den Arm. Margaret Garner erklärte, dass sie und ihre Kinder lieber sterben sollten als wieder in Sklaverei zu leben, und schnitt dem zweitjüngsten Kind, einem Mädchen, mit einem Schlachtermesser die Kehle durch. Sie wurde überwältigt und zusammen mit den sieben anderen ins Gefängnis gebracht, wo sie einen Monat lang auf ihren Prozess wartete, der dann Aufsehen erregende zwei Wochen dauerte.
Einer ihrer Anwälte argumentierte, sie sei frei gewesen, seit ihr Eigentümer sie ein paar Jahre zuvor in Ohio hatte arbeiten lassen, ebenso ihre Kinder, die alle danach zur Welt gekommen waren. Es handele sich also um einen Mordfall, ihre Begleiter seien als Komplizen anzusehen. Nach dieser Sichtweise wären sie immerhin als Menschen in einem freien Staat, nicht als Eigentum, verurteilt worden. Das strenge Fugitive Slave Law von 1850 („Bundesgesetz über flüchtige Sklaven“, siehe Abolitionismus) wäre nicht auf sie anwendbar gewesen. In seiner Verteidigung versuchte er nachzuweisen, dass sowohl dieses Gesetz als auch die Sklaverei allgemein der amerikanischen Verfassung widersprach. Er konnte sich jedoch nicht durchsetzen, Margaret Garner wurde wegen „Zerstörung von Eigentum“ verurteilt.
Margaret Garner, ihr Mann und das jüngste Kind, ebenfalls ein Mädchen, wurden in den Süden verkauft. Auf der Dampferfahrt nach New Orleans drohte das Schiff zu sinken und Margaret Garner fiel während des Rettungsmanövers mit dem Baby ins Wasser. Sie selbst konnte lebend geborgen werden, das Kind jedoch nicht. Als sie von seinem Tod erfuhr, zeigte sie sich hocherfreut und drückte ihren Wunsch aus, ebenfalls zu ertrinken.
Ihr Mann gab später bekannt, dass sie 1858 an Typhus gestorben war. Auf dem Sterbebett habe sie ihn beschworen, nicht wieder zu heiraten, solange er kein freier Mann sei.

## Rezeption
Toni Morrison, die ihre Biografie geschrieben hat, verfasste auch das Libretto zu der Oper Margaret Garner von Richard Danielpour. Die Oper wurde 2005 in Detroit am Michigan Opera House mit Angela M. Brown und Rod Gilfry in den Hauptrollen uraufgeführt.